# Konsztantyin Usztyinovics Csernyenko
Konsztantyin Usztyinovics Csernyenko (oroszul: Константи́н Усти́нович Черне́нко; Bolsaja Tyesz, 1911. szeptember 24. – Moszkva, 1985. március 10.) orosz nemzetiségű szovjet politikus, 1984. február 13-ától haláláig a Szovjetunió Kommunista Pártja Központi Bizottságának főtitkára, amely tisztség mellett 1984. április 11-étől a Szovjetunió Legfelsőbb Tanácsa Elnökségének elnöki posztját is betöltötte.

## Élete

### Hatalomra jutása
Konsztantyin Csernyenko a cári Oroszország Jenyiszeji kormányzóságának Balsaja Tyesz nevű falujában született 1911-ben. Édesapja bányamunkásként dolgozott, édesanyja háztartásbeli volt. 1926-ban belépett a Komszomolba, majd 1931-ben a párt tagjává vált. 1930 és 1933 között katonai szolgálatot teljesített a szovjet-kínai határon, majd leszerelését követően a párt aktivistájaként tevékenykedett. 1945-ben egy moszkvai párttovábbképzésen diplomát szerzett, 1953-ban levelező tagozaton általános iskolai tanári vizsgát tett.
Az 1948-as év fordulópontot jelentett az életében, ekkor nevezték ki Moldávia Kommunista Pártjának pártpropaganda osztályának vezetőjévé. Itt ismerkedett meg Leonyid Iljics Brezsnyevvel, aki 1950-től 1952-ig az ottani párt első titkára volt. Miután e távoli tagköztársaságban figyelemreméltó munkát végzett, 1956-ban Moszkvába hívták és Leonyid Iljics Brezsnyev védőszárnya alatt jutott előre a ranglétrán. Az SZKP Központi Bizottságában kezdetben hasonló propaganda munkával bízták meg, mint korábban, 1966-ban a Központi Bizottság póttagja lett, majd 1971-ben rendes tagjává vált. 1977 októberében csatlakozott a Párt Politikai Bizottságához, amelynek 1978 novemberében vált teljes jogú tagjává. A hatalmi harcok megszüntetése végett választották meg.

### Hatalmi harc és főtitkárrá való megválasztása
1965-ben a Pártközpont hivatalvezetője lett. Továbbra is tisztviselőként dolgozott, de ez a beosztása már jelentős hatalmat biztosított számára. Mindent tudott a párt magas beosztású vezetőiről, átolvasta a lehallgatásokról és a hivatali helyiségek ellenőrzéséről készült napijelentéseket, bár fő napi feladata továbbra is iratok százainak aláírása maradt. Ezt csinálta közel 20 éven át. Pártfőtitkárrá való megválasztása után is folytatta az aláírásokat, bár a szovjet bürokrácia miatt ez az aláírás alig valamivel jelentett többet, mint korábbi beosztásaiban. Végül amikor megbetegedett és már nem volt képes saját kezűleg aláírni dokumentumokat, aláírás-bélyegzőt használtak beosztottai, ami tovább csökkentette annak értékét.
Brezsnyev 1982-ben bekövetkező halála után Csernyenko alulmaradt a hatalmi harcban a Brezsnyev-ellenes erőkkel szemben, köztük a KGB-vel és a Szovjet Hadsereggel, és helyette a KGB korábbi elnökét, Jurij Andropovot választották meg főtitkárnak. Majd amikor Andropov, alig 15 hónappal hivatalba lépése után, 1984 februárjában meghalt, akkor lett Csernyenko az új főtitkár, bár egészségi állapotával kapcsolatban már akkor is merültek fel kételyek.

### Főtitkári tevékenysége
Főtitkársága visszatérés volt a brezsnyevi idők szigorú politikájához. Támogatta a szakszervezetek nagyobb beleszólási jogát, reformokat kezdett az oktatás területén és csökkenteni kívánta a bürokráciát. Külpolitikai eredményei között találjuk, hogy kereskedelmi egyezményt írt alá Kínával. Keveset tett azonban a hidegháború eszkalálódása ellen. 1984-ben például a SZU megakadályozta Erich Honecker NDK-beli vezető látogatását az NSZK-ban. Ugyanazon év őszén viszont a Szovjetunió és az Egyesült Államok megállapodtak a fegyverzetkorlátozási tárgyalások 1985 elején történő folytatásáról.
Rossz egészségi állapota nem tette számára lehetővé, hogy hatékony vezetői munkát végezzen. Gyakori hiányzásai világossá tették, hogy megválasztása csak a Politikai Bizottság konzervatív és a reformerői között dúló harc végkimeneteléig tartó átmeneti intézkedés volt.
Hivatali ideje során elődjének szinte minden döntését megváltoztatta. Véget vetett a nagy léptékű személycseréknek és leállította a korrupciós ügyekben indított vizsgálatokat is. Ezekkel szemben Csernyenko nagyobb figyelmet fordított a közvélemény alakulására. A fogyasztói javak, a közszolgáltatások választékának, minőségének javítására, a mezőgazdasági termelés növelésére helyezett hangsúlyt. Kezdeményezte a Párt közvetlen gazdaságirányítói szerepének csökkentését. Ugyanakkor Csernyenko idején a KGB fokozta a másként gondolkodók elnyomását.

Csernyenko egyetlen jelentősebb személyi változtatást hajtott végre, eltávolította posztjáról Nyikolaj Ogarkov hadseregtábornokot, a Hadsereg vezérkari főnökét, aki ellenezte az állami források életszínvonal-növelő intézkedésekre való felhasználását, inkább a fegyverzetrendszerek kutatására és fejlesztésére kívánt költeni.

### Utolsó hónapjai
Az 1985 elején tartott választásokon Viktor Grisin PB-tag erőltetésére a halálos beteg Csernyenkót is kihozták kórházi ágyáról; Grisinnek ezt az akcióját még Csernyenko ellenségei is a főtitkárral szembeni kegyetlenségnek minősítették.
A szovjet főtitkár halála után utódja, szokás szerint, felnyitotta az elhunyt személyes páncélszekrényét, és áttekintette az ott tárolt tárgyakat. Amikor Gorbacsov kinyittatta a széfet, egy kis dossziéban személyes iratokat találtak, valamint több vastag köteg készpénzt. Még több pénzt találtak dolgozóasztalában. Soha nem derült ki, hogy mi volt Csernyenko célja a pénzzel.
Hivatalban eltöltött rövid ideje miatt igen kevés fénykép létezik róla.
A kevesebb, mint egy éven át hatalmon lévő főtitkárt a Kreml falánál lévő díszsírhelyen helyezték végső nyugalomra. Ő volt az utolsó, akit itt temettek el.

## Magyarul megjelent művei
- Az SZKP és az emberi jogok; ford. Barzsó Tibor, Utkina Gabriella; Novosztyi Sajtóügynökség, Moszkva, 1983
- A XXVI. kongresszus útján; Kossuth, Bp., 1984
- A forradalmi alkotás és a béke ideológiája; Kossuth, Bp., 1984
- Konsztantyin Csernyenko–Mihail Gorbacsov: A fejlett szocializmusért. Az SZKP stratégiájának és taktikájának néhány időszerű kérdéséről; Kossuth, Bp., 1985